# Solarisation (Fotografie)
Solarisation (Echte Solarisation) ist in der Analogfotografie ein Effekt, bei dem der Punkt der maximalen Schwärzung des Filmes durch starke Überbelichtung überschritten wird. Dadurch wird das Filmnegativ stark verfremdet. Sie ist nicht mit der Pseudo-Solarisation (eigentlich: Sabattier-Effekt) zu verwechseln. Die echte Solarisation betrifft nur die Analogfotografie, da der Effekt nur bei fotografischem Film auftritt.

## Phänomen

Charakteristische Schwärzungskurve eines Films

Fotografische Materialien weisen einen typischen Verlauf der Schwärzungskurve auf. Diese beschreibt das Verhältnis zwischen der Belichtung und der daraus folgenden Schwärzung, der Dichte, ist aber unter anderem auch von den Entwicklungsbedingungen abhängig.
Die vereinfachte Grafik rechts zeigt zwischen den Punkten A und B den Bereich der Unterbelichtung eines Negativfilms sowie den normalen Arbeitsbereich B bis D. Rechts vom Punkt D kann die lichtempfindliche Schicht die weiter zunehmende Belichtungsstärke nicht mehr adäquat umsetzen, bis schließlich beim Punkt E die maximal mögliche Dichte erreicht ist.
Wird die Belichtung noch weiter erhöht, tritt der Effekt der Solarisation ein: Die Schwärzung des Films nimmt wieder ab. Durch diesen Effekt können extrem helle Partien eines Fotos, häufig die Sonne, wenn sie mit aufs Bild kommt, im Negativ zunächst heller und im Positiv dann dunkler erscheinen als die Umgebung. Exemplarisch für dieses Phänomen sind The Black Sun, Owens Valley, California von Ansel Adams, The Black Sun (1955) von Minor White sowie die Serie 1h (2005–2010) von Hans-Christian Schink zu nennen.

## Erklärungsmodelle
Die Solarisation war schon Daguerre bekannt und ist wohl eines der frühesten bekannten Phänomene der Photographie. John William Draper war der erste, der den Effekt „Solarisation“ nannte. 1840 schon beobachtete J.W.F. Herschel, dass durch starke Überbelichtung eine Umkehrung des Bildes von Negativ zum Positiv erfolgen kann. Auch N.M.P. Lerebours beobachtete 1842 dieses Phänomen (ohne dass er erkannte, was es war), als er eine Daguerreotypie von der Sonne erstellte. Das Resultat wurde als unbefriedigend angesehen, weil die Sonnenscheibe (das Sonnenbild auf der Daguerreotypieplatte) überbelichtet und solarisiert war. 1843 berichtete L. Moser: „.[…] dass das Licht in der Camera obscura das zuerst längst bekannte negative Bild liefert; bei fortgesetzter Wirkung des Lichts geht das Bild in ein zweites positives über […] und in neuester Zeit habe ich in der Tat schon einige Male das dritte Bild erhalten, welches negativ ist.“ Dies wurde 1880 von Janssen bestätigt, der bei stärkstem Sonnenlicht das Repetieren des Solarisationsphänomens erhielt.
Im Jahre 1857 wurde die Solarisation von William Henry Jackson beschrieben, wobei die extreme Überbelichtung eine genaue Umkehrung der chemischen Prozesse auslöste.
Ebenso zeichnete der Fotopionier Hermann Krone 1888 den scheinbaren Verlauf der Sonne auf.
In der digitalen Fotografie tritt die Solarisation nicht auf. Außerdem ist bei technologisch modernem Filmmaterial der Effekt der Solarisation weitgehend unterdrückt. Es kann durch eine lange Belichtung zwar die gewünschte Schwärzung der Sonnenlinie erfolgen, jedoch ist die Landschaft meist nur schemenhaft zu erkennen.
In der Literatur wurden anfänglich zwei Theorien diskutiert, die Rehalogenierungstheorie oder Regressionstheorie und die Koagulationstheorie. Nach der Rehalogenierungstheorie entwickeln sich die Silberkeime bei Überbelichtung zurück zu Silberhalogenid und verlieren ihre Entwicklungsfähigkeit. Dieser Prozess kann sich mehrmals wiederholen, so dass die Schwärzungskurve mehrere Höhepunkte aufweisen kann. Durch einen Halogenakzeptor kann die Solarisation aufgehoben werden, was für die Theorie spricht.  Im Gegensatz dazu steht die Koagulationstheorie, mit der Auswirkungen von Lichtintensität und Doppelbelichtungseffekte vereinbar sind. „Die Koagulationstheorie geht von der Vorstellung aus, dass die Keime nur bis zu einer bestimmten Größe als Entwicklungskeime wirken. Bei stärkerer Belichtung (Solarisationsgebiet) koagulieren sie zu größeren Gebilden, die nicht mehr als latentes Bild wirken.“  1929 stellte H. Frieser Spekulationen an über die Möglichkeit einer Bromatomwanderung in Form von Defektelektronen.
Das Phänomen der Solarisation ist noch immer nicht völlig geklärt, aber es wird allgemein angenommen, dass Koagulation und Rehalogensierung dafür verantwortlich sind. Rezente Versuche führen aber dazu, das Auftreten eines im Korninnern liegenden latenten Bildes als Anlass für das Auftreten des Umkehreffektes anzusehen. Dieses latente Bild ist offenbar eine viel wirksamere Fangstelle für das in einem späteren Zeitpunkt der Belichtung entstehende latente Bild, als es die Reifkeime der Kristalloberfläche sind. Es wird ebenfalls eine Zusammenwirkung von Rehalogenierungstheorie und Koagulationstheorie angenommen.